# Kúpcsigák
A kúpcsigák (Conidae) a csigák (Gastropoda) osztályában a Sorbeoconcha rend egyik családja mintegy 500 fajjal.

## Származásuk, elterjedésük
A meleg (trópusi, illetve mediterrán) tengerekben élnek, főleg az Indiai- és a Csendes-óceánban, az Ausztráliát és Új-Zélandot körülölelő meleg vizek partmenti területein, továbbá a Földközi-tengerben (egy faj, a mediterrán kúpcsiga, Conus mediterraneus) és Kalifornia déli vizeiben.
Leggyakoribb, legismertebb fajaik a névadó kúpcsiga (Conus) nem tagjai:
- textilmintás kúpcsiga (Conus textile),
- rovátkolt kúpcsiga (Conus striatus),
- tulipán kúpcsiga (Conus tulipa).

## Megjelenésük, felépítésük
Amint ezt nevük is mutatja, házuk többé-kevésbé kúp alakú. A csigaház színe, illetve mintázata gyakorta élénk.
Támadásra és védekezésre egyaránt hosszú, hegyes végű, ormányszerű reszelőnyelvüket (radula) használják; ezzel testük, illetve házuk bármely pontját képesek elérni. A radulán mintegy húsz, eltérő mértékben érett méregtüske található. A kifejlett méregtüske közel egy centiméteres; egy-egy tüske csak egyszer használható (Kúpcsigák).

## Életmódjuk, élőhelyük
Ragadozók, a partközeli sáv lakói. Napközben megbújnak a mélyedésekben, a sziklák, zátonyok repedéseiben, és éjjel indulnak vadászni. Táplálkozás szempontjából három fő típusba:
- a féregevők,
- a puhatestűevők és
- a halevők közé sorolják őket.

Az emberre a halevő fajok a legveszélyesebbek.
Zsákmányszerzésre és védekezésre is radulájukat használják, aminek csapása más csigák mozgásához képest szokatlanul gyors. A kúpcsigák mérge rendkívül összetett: fajonként legalább 200, egyenként is mérgező vegyület keveréke, az úgynevezett conotoxin. Együttes hatásuk ideg- és izombénító, némely hatóanyagaik a külső emésztést szolgálják. Legtöbbjük mérge az embernek is komoly fájdalmakat okoz; ellenszérum nincs rá. A legveszélyesebb mérgű fajok a kúpcsiga (Conus) nem tagjai:
- textilmintás kúpcsiga (Conus textile) és
- térképes kúpcsiga (Conus geographus).

Ezek mérge órákon át tartó folyamatos szívmasszázs és mesterséges lélegeztetés nélkül gyakorlatilag biztosan halálos.
A megbénított áldozatot, amelynek mérete megközelítheti akár magáét a csigáét is, egészben nyelik el.

## Felhasználásuk
Látványos házukért gyűjtik őket. A gyógyszerészet méreganyagukból fájdalomcsillapítót állít elő.